# 윌리엄 유어트 글래드스턴
윌리엄 유어트 글래드스턴(영어: William Ewart Gladstone, 영국식 영어 발음: /ˈjuːət ˈɡlædˌstən/, 1809년 12월 29일 ~ 1898년 5월 19일)은 영국의 전 총리이다. 자유주의, 평화주의 노선을 내세운 19세기 중후반을 대표하는 영국 총리 중 한명이었다.

## 경력

### 보수당 경력
그는 리버풀에서 출생하여 이튼을 거쳐 옥스퍼드 대학의 크라이스트 처치를 졸업하였는데 재학 시절에 이미 두각을 나타냈다. 1833년 보수당 하원의원이 되었다. 필 내각 때에 관세 개혁을 하여 자유무역의 길을 열었다. 또한 1852년 애버딘 연립 내각의 재무상이 된 후, 1853년에 획기적인 예산안을 성립하여 재정가로서의 명성을 확립하였다.

### 아편전쟁 반대
1840년 아편전쟁을 할 것인지를 놓고 하원에서 논의할 때에 전쟁에 반대하는 연설을 했다. 청나라 관리였던 임칙서가 영국상인들로부터 마약인 아편을 압수하여 소각하는 상식적인 행정명령을 시행하였음에도, 당시 영국인의 치외법권 문제나 아편무역으로써 무역적자를 풀려고 한 영국의 배금주의 등이 겹쳐 영국 정부는 청과 명분이 부족한 전쟁을 하려고 했다. 이에 하원 회의장에서 글래드스턴 의원은 다음과 같은 연설을 한다.
"“저는 아편도 경제도 잘 모릅니다. 그 나라 법을 따르지 않는 외국인을 어떻게 다루는 것이 정답인지도 모르겠습니다. 그러나 역사가 이것만큼 부정한 전쟁, 이것만큼 영국을 불명예로 빠뜨린 전쟁은 없었다고 기록할 것이라는 것은 알겠습니다.”
글래드스턴 의원의 연설은 전쟁에 반대하는 의원들이 용기를 내도록 하여, 당초 파병이 우세해보이던 초기 상황과 달리 1840년 4월 파병안 최종 투표 결과는 전쟁 찬성의견과 반대의견이 찬성 271:반대 262로 매우 팽팽하게 나왔다. 허나 결과적으로 찬성이 약간 더 우세하여 전쟁은 벌어지고 글래드스턴의 노력은 수포로 돌아가고 만다. 다만 이때의 일로 그는 많은 지지층을 얻게 된다.

### 자유당 경력
1867년 자유당의 당수가 되고 보수당의 디즈레일리와 라이벌 관계를 이루며 정당 정치를 전개하였다. 여러 번 재무장관이 되어 활약하였다. 영국 총리 시절이던 1870년 12월 1일에서 1871년 12월 31일까지 영국 빅토리아 여왕의 대리청정을 수행한 그는 1868년~1894년까지 4번이나 자유당 내각을 만들었다.
자유당 내각에서는 그는 교육 제도를 고쳐 영국사람 누구나 교육을 받을 수 있게 하였다.(→의무교육) 또 내정면에 있어서는 자유주의 입장에서 작은 정부를 지향하면서도, 노동자 계급의 불만을 해소시키기 위해 노동자들의 노동조건을 개선하는 등 많은 사회개혁을 단행하였다. 참고로 디즈레일리가 이끌던 당대 보수당도 친노동 스탠스의 온건적 보수주의를 내세웠는데, 이는 위로부터의 개혁을 통해 예기치 못하는 혁명을 막고자 하는 의도도 있었다고 보여진다.
글래드스턴은 1894년 정계에서 은퇴하여 하워든에서 연구와 연설로 여생을 보내고, 백작 작위를 수여하려고 할 때 이를 사양하여 대평민 (The Great commoner) 으로서 일생을 마쳤다.

## 역대 선거 결과
| 선거일     | 회수 | 선거구          | 정당   | 득표수    | 득표율    | 순위 | 당락 | 선수 | 연령 |
| ---------- | ---- | --------------- | ------ | --------- | --------- | ---- | ---- | ---- | ---- |
| 1832.12.10 | 11   | 뉴워크구        | 토리당 | 887       | 36.78%    | 01위 |      | 01선 | 23세 |
| 1835.02.06 | 12   | 뉴워크구        | 보수당 | 자료 없음 | 자료 없음 | 01위 |      | 02선 | 26세 |
| 1837.08.18 | 13   | 뉴워크구        | 보수당 | 자료 없음 | 자료 없음 | 01위 |      | 03선 | 28세 |
| 1841.07.22 | 14   | 뉴워크구        | 보수당 | 633       | 38.20%    | 01위 |      | 04선 | 32세 |
| 1847.08.26 | 15   | 옥스퍼드 대학구 | 보수당 | 997       | 28.31%    | 02위 |      | 05선 | 38세 |
| 1852.07.31 | 16   | 옥스퍼드 대학구 | 보수당 | 1,108     | 34.25%    | 02위 |      | 06선 | 43세 |
| 1857.03.27 | 17   | 옥스퍼드 대학구 | 보수당 | 자료 없음 | 자료 없음 | 01위 |      | 07선 | 48세 |
| 1859.04.28 | 18   | 옥스퍼드 대학구 | 자유당 | 자료 없음 | 자료 없음 | 01위 |      | 08선 | 50세 |
| 1865.07.24 | 19   | 남랭커셔구      | 자유당 | 8,786     | 17.36%    | 03위 |      | 09선 | 56세 |
| 1868.12.21 | 20   | 그리니치구      | 자유당 | 자료 없음 | 자료 없음 | 01위 |      | 10선 | 59세 |
| 1874.02.17 | 21   | 그리니치구      | 자유당 | 5,968     | 25.97%    | 02위 |      | 11선 | 65세 |
| 1880.04.27 | 22   | 미들로디언구    | 자유당 | 1,579     | 53.57%    | 01위 |      | 12선 | 71세 |
| 1885.12.10 | 23   | 미들로디언구    | 자유당 | 7,879     | 70.52%    | 01위 |      | 13선 | 76세 |
| 1886.07.27 | 24   | 미들로디언구    | 자유당 | 자료 없음 | 자료 없음 | 01위 |      | 14선 | 77세 |
| 1892.07.26 | 25   | 미들로디언구    | 자유당 | 5,845     | 53.13%    | 01위 |      | 15선 | 83세 |

## 참고 자료
- 이 문서에는 다음커뮤니케이션(현 카카오)에서 GFDL 또는 CC-SA 라이선스로 배포한 글로벌 세계대백과사전의 내용을 기초로 작성된 글이 포함되어 있습니다.